# حرارة محسوسة

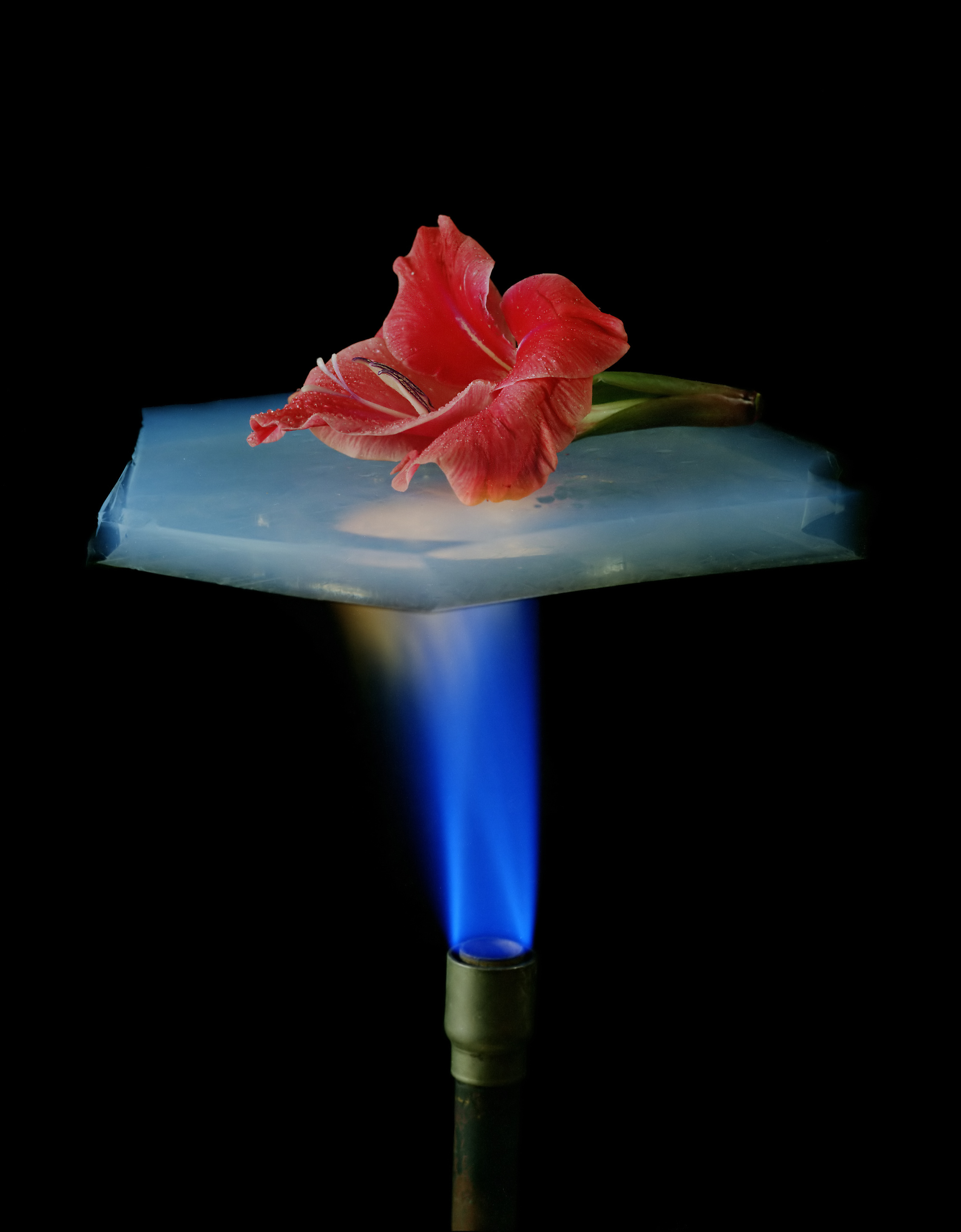

الحرارة المحسوسة هي كمية الحرارة التي تحدث فرقا في درجة حرارة المادة وهي مصطلح وضع للتمييز بينها وبين الحرارة الكامنة وهي كمية الحرارة التي لا تظهر فرقا في درجة حرارة المادة وتستهلك في فترة تغير طور المادة، فكل حرارة تحدث تغييرا في درجة حرارة المادة فهي حرارة محسوسة. على سبيل المثال، عند تسخين 1 رطل من الماء لرفع درجة حرارته من 60 درجة ف° إلى 61 درجة ف° فإنه سيستهلك 1 وحدة حرارية بريطانية BTU. وهكذا يستهلك وحدة حرارية بريطانية واحدة كل مرة لرفع درجة حرارة الماء درجة فهرنهايت واحدة. حتى تصل درجة حرارة 1 رطل من الماء إلى 212 فهرنهايت، حينها سوف يتغير الوضع. واستمرار تسخين رطل الماء بعديد الوحدات الحرارية البريطانية لن يصاحبه زيادة في درجة حرارة الماء من 212 ف° إلى 213 ف° لإن الماء سوف يفضل أن يتحول من سائل إلى غاز على أن يرفع من درجة حرارته. وسوف يتطلب 1 رطل من الماء مقدار من الحرارة قدره 970 وحدة حرارية بريطانية لكي يتم الانتقال الطوري من سائل إلى غاز. لذا في هذا المثال. فإن درجة غليان الماء هي 212 ف°. وكمية الحرارة الكامنة للماء هي 970 وحدة حرارية بريطانية BTU. أما الحرارة المحسوسة فهي كمية الحرارة التي رفعت درجة حرارة رطل الماء من 60 ف° إلى 212 ف° وقدرها 152 وحدة حرارية بريطانية BTU. وهكذا نستنتج أن الحرارة اللازمة لتبخير 1 رطل من الماء درجة حرارته 60 ف° هي (152 + 970) 1122 وحدة حرارية بريطانية BTU والتي تكافئ 1182980.7 جول أو تقريبا 1183 كيلو جول.

## إحالات
- أساسيات التبريد.